# Dánjal Pauli Michelsen
Dánjal Pauli Michelsen (født 13. januar 1855 i Miðvágur, død 22. april 1934) var en færøsk bonde og politiker (SF). Han var kommunalbestyrelsesmedlem i Miðvágs kommuna i mange år, det meste af tiden som borgmester. Michelsen var indvalgt i Lagtinget fra Vágar 1900–1914, og var i  1906 med til at danne Færøernes første parti, Sjálvstýrisflokkurin.
Han var søn af Henrikka Jensdóttir fra Sandavágur og Mikkjal Dánjalsson fra Velbastaður, og far til Mikkjal á Ryggi. 